# Chotiněves
Chotiněves (deutsch Kuttendorf) ist eine Gemeinde in Tschechien. Sie liegt elf Kilometer östlich von Litoměřice und gehört zum Okres Litoměřice.

## Geographie
Das Dorf befindet sich am nordöstlichen Fuße des 371 Meter hohen Hořidla (Horschigel). Durch Chotiněves führt die Staatsstraße 240 zwischen Liběšice und Roudnice nad Labem.
Nachbarorte sind Dolní Chobolice im Norden, Liběšice im Nordosten, Lada im Osten, Břehoryje im Südosten, Jištěrpy im Süden, Třebutičky im Südwesten, Horní Řepčice im Westen sowie Soběnice und Mladé im Nordwesten.

## Geschichte
Erstmals urkundlich erwähnt wurde Chotiniewes im Jahre 1323 als Besitz des Diviš von Sovenice. Der Ortsteil Jištěrpy wurde bereits 1057 als villa Desecripi genannt.
Chotiněves bildete seit dem 14. Jahrhundert eine der Veste Liběšice untergeordnete Herrschaft. Zu den Besitzern gehörten Albert von Friedland, die Škopek von Dubá, Berka von Dubá, Dubanský von Duban und Georg Wilhelm Sezimov von Sezimovo Ústí, dessen Besitz nach der Schlacht am Weißen Berg konfisziert wurde. 1623 erhielt das Jesuitenkollegium des Hl. Kliment in Prag von den beschlagnahmten Gütern Sezimovs die Herrschaft Liběšice, das Dorf Jištěrpy sowie einen Teil der Herrschaft Úštěk mit den Dörfern Tetčiněves und Rochov.
1680 brach in Chotiněves die Pest aus und nur drei Familien überlebten. Im Zuge der Auflösung des Jesuitenordens wurde deren Besitz 1773 dem Religionsfonds übergeben. 1838 erwarb der Herzog von Roudnice nad Labem, Ferdinand Fürst Lobkowicz auf Enzowan die Herrschaften Liběšice und Úštěk. Zehn Jahre später wurde Kuttendorf nach der Ablösung der Patrimonialherrschaften zur selbstständigen Gemeinde. Traditionell lebten die Bewohner des Dorfes vom Hopfen- und Obstbau.
1871 verkauften die Lobkowicz das Schloss Liebeschitz und alle Güter zugehörigen Güter an den Textilfabrikanten Josef Schroll. In der ersten Hälfte des 20. Jahrhunderts wurde auf dem Horschigel die Horschigel-Baude errichtet, die heute nicht mehr besteht. 1930 lebten in Kuttendorf 351 Menschen, davon waren 345 deutschsprachig. Nach dem Zweiten Weltkrieg wurden die deutschen Bewohner vertrieben und Wolhynientschechen angesiedelt.

## Gemeindegliederung
Die Gemeinde Chotiněves besteht aus den Ortsteilen Chotiněves (Kuttendorf) und Jištěrpy (Gießdorf), die zugleich auch Katastralbezirke bilden.

## Sehenswürdigkeiten

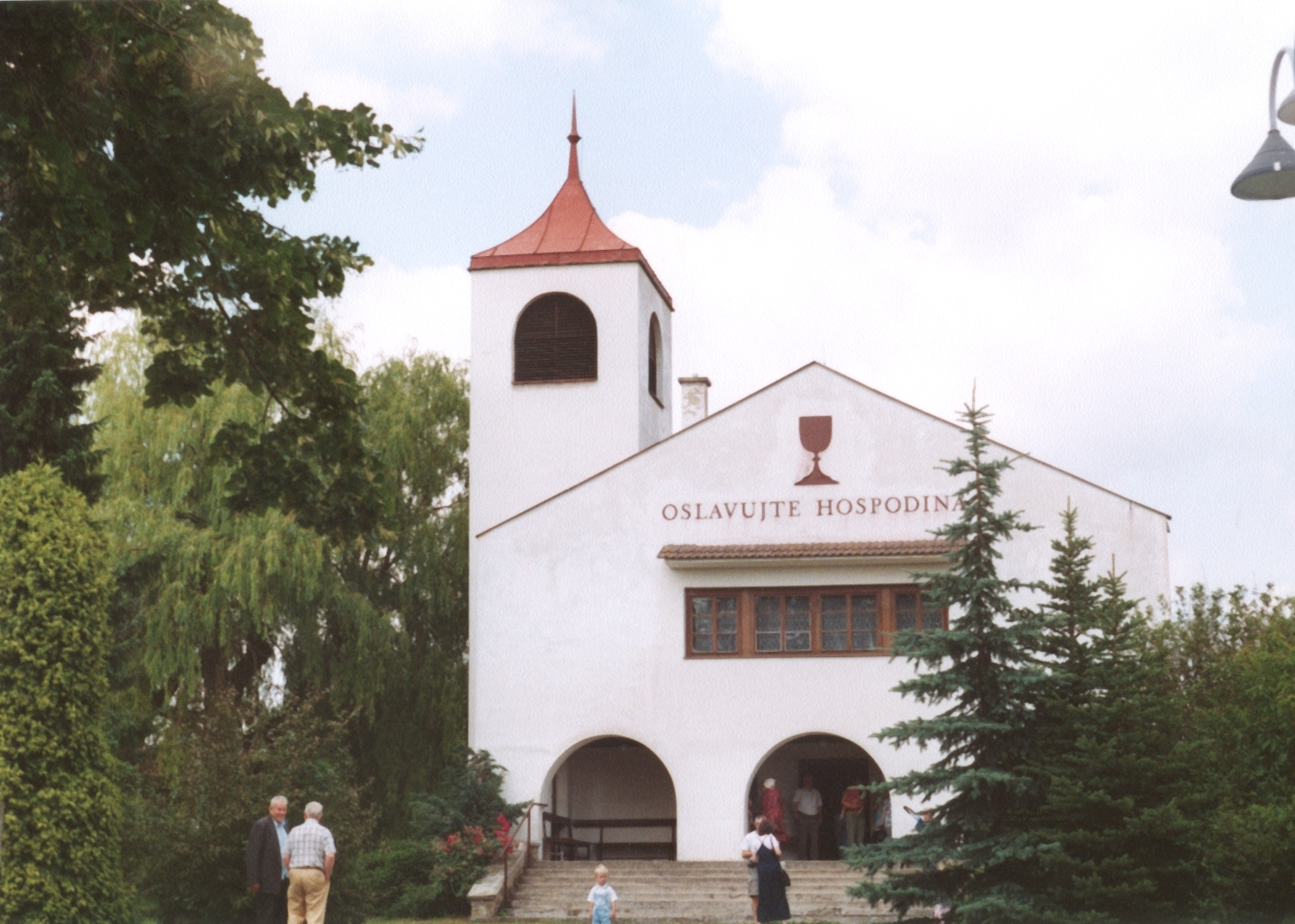
Evangelische Kirche

- Evangelische Kirche, errichtet 1951
- Kapelle des hl. Prokop, erbaut 1806
- Glockenturm aus dem Jahre 1720
- Kapelle des hl. Kilian in Jištěrpy
- Schrotholzhäuser
- Marienstatue an der Straße zwischen Chotiněves und Jištěrpy